# Вигнерон, Аллен Генри
Аллен Генри Вигнерон (англ. Allen Henry Vigneron; род. 21 октября 1948, Маунт-Клеменс, Мичиган, США) — американский прелат. Титулярный епископ Су-Сент-Мари и вспомогательный епископ Детройта с 12 июня 1996 по 10 января 2003. Коадъютор епархии Окленда с 10 января по 1 октября 2003. Епископ Окленда с 1 октября 2003 по 5 января 2009. Архиепископ Детройта с 28 января 2009 по 11 февраля 2025.